# Jonker (bierglas)

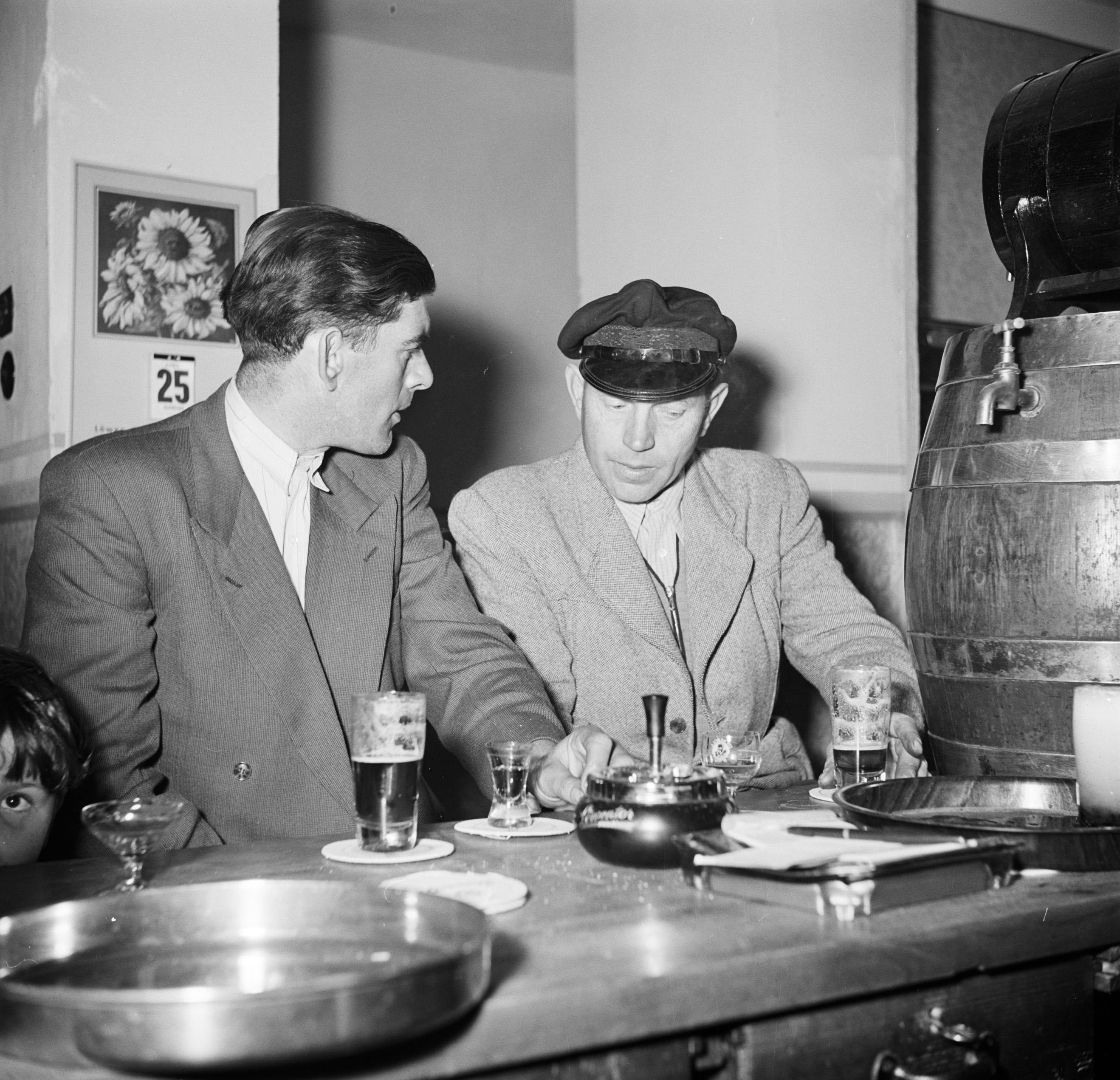
Twee mannen in een café te Emmerich, 1955. Op de bar bierglazen van het model jonker. Foto Willem van de Poll.

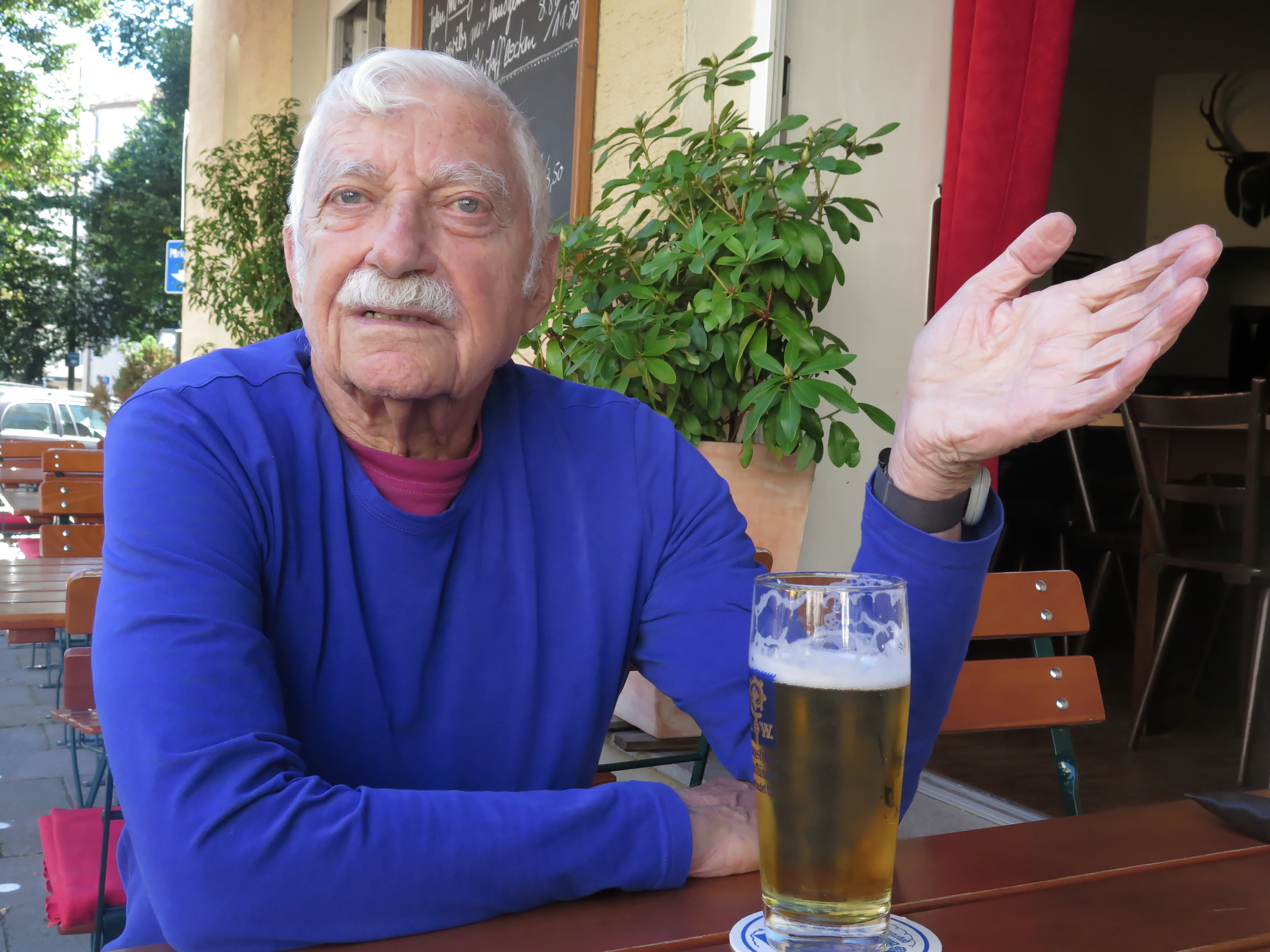
Man op terras met voor hem op tafel een bierglas van het jonker model.

Een jonker is een hoog, nagenoeg conisch bierglas met een subtiele inkraging enkele centimeters onder de bovenrand van het glas, ongeveer ter hoogte van de schuimkraag van het bier. De inhoud (strijkmaat) van het glas bedraagt meestal 30 cl, al komen ook grotere inhoudsmaten voor. Een kleinere en dunwandiger versie van dit model glas wordt in Nederland fluitje genoemd. Naar de herkomst van de naam jonker is nog onvoldoende onderzoek verricht. In Nederland en België wordt dit niet-stapelbare glas in de horeca vooral voor ondergistende bieren als pilsener en lager gebruikt.   